# Tapeinosperma pancheri
Tapeinosperma pancheri är en viveväxtart som beskrevs av Carl Christian Mez. Tapeinosperma pancheri ingår i släktet Tapeinosperma och familjen viveväxter. Inga underarter finns listade i Catalogue of Life.